# Töfrafoss
Töfrafoss  o Kringilsárfoss (in lingua islandese: cascata del Kringilsá) era una cascata situata nella regione dell'Austurland, nella parte orientale dell'Islanda.

## Descrizione
La cascata, che formava un salto di circa 25 metri, era situata lungo il corso del fiume Kringilsá, che si forma sul bordo settentrionale del ghiacciaio Brúarjökull; il fiume andava a confluire nel Jökulsá á Brú, di cui era un affluente di sinistra, mentre attualmente invece va a terminare il suo corso nel bacino idroelettrico Hálslón. 
Il bacino idroelettrico Hálslón si è formato in seguito alla costruzione di una grande diga che ha sbarrato il corso del fiume e che è stata realizzata per alimentare la centrale elettrica di Kárahnjúka. Il riempimento del bacino, oltre a bloccare la valle entro cui scorre il fiume, ha comportato la scomparsa della cascata Sauðárfoss, mentre la Töfrafoss si riattiva parzialmente solo quando il livello dell'acqua scende al di sotto di un certo livello. In compenso, quando il bacino è pieno, il trabocco dell'acqua in eccesso va a formare la cascata temporanea Hverfandi, il cui nome significa la cascata che scompare.